# Gesetz über vermögenswirksame Leistungen
Das Gesetz über vermögenswirksame Leistungen für Beamte, Richter, Berufssoldaten und Soldaten auf Zeit (BBVLG 1975) regelt in Deutschland den Erhalt von vermögenswirksamen Leistungen an Personen, die in einem öffentlich-rechtlichen Dienstverhältnis stehen.

## Personeller Geltungsbereich
Anspruchsberechtigt, vermögenswirksame Leistungen nach dem Fünften Vermögensbildungsgesetz zu erhalten, sind nach diesem Gesetz Bundesbeamte, Beamte der Länder, der Gemeinden, der Gemeindeverbände sowie der sonstigen der Aufsicht eines Landes unterstehenden Körperschaften, Anstalten und Stiftungen des öffentlichen Rechts, Richter des Bundes und der Länder sowie Berufssoldaten und Soldaten auf Zeit mit Anspruch auf Besoldung oder Ausbildungsgeld (§ 30 Abs. 2 des Soldatengesetzes). Keinen Anspruch nach diesem Gesetz haben Ehrenbeamte, ehrenamtlichen Richter, entpflichtete Hochschullehrer sowie Beamte öffentlich-rechtlicher Religionsgesellschaften und ihrer Verbände.
Arbeitnehmer im öffentlichen Dienst erhalten vermögenswirksame Leistungen nicht nach diesem Gesetz, sondern nach dem Fünften Vermögensbildungsgesetz in Verbindung mit dem jeweils für sie gültigen Tarifvertrag (für Arbeitnehmer beim Bund und den Kommunen z. B. § 23 TVöD).

## Zeitlicher Geltungsbereich
Vermögenswirksame Leistungen werden für die Kalendermonate gewährt, in denen dem Berechtigten Dienstbezüge, Anwärterbezüge oder Ausbildungsgeld zustehen. Endet das Beamtenverhältnis eines Anwärters kraft Rechtsvorschrift oder allgemeiner Verwaltungsanordnung mit dem Bestehen oder endgültigen Nichtbestehen der Laufbahnprüfung, werden nur die Anwärterbezüge und der Familienzuschlag für die Zeit nach Ablegung der Prüfung bis zum Ende des laufenden Monats weitergewährt, nicht jedoch die vermögenswirksamen Leistungen (§ 60 S. 1 Bundesbesoldungsgesetz). Mit Inkrafttreten des Besoldungstrukturenmodernisierungsgesetzes (BesStMG) sollen alle Besoldungsbestandteile, also auch die vermögenswirksamen Leistungen, weitergewährt werden.

## Höhe
Die vermögenswirksame Leistung beträgt 6,65 Euro pro Monat. Teilzeitbeschäftigte erhalten den Betrag, der dem Verhältnis der ermäßigten zur regelmäßigen Arbeitszeit entspricht. Beamte auf Widerruf im Vorbereitungsdienst, deren Anwärterbezüge nebst Stufe 1 des Familienzuschlags 971,45 Euro monatlich nicht erreichen, erhalten 13,29 Euro.

## Verwaltungsverfahren
Der Berechtigte teilt seiner Dienststelle oder der nach Landesrecht bestimmten Stelle die Art der gewählten Anlage mit und gibt hierbei, soweit dies nach der Art der Anlage erforderlich ist, das Unternehmen oder Institut mit der Nummer des Kontos an, auf das die Leistung eingezahlt werden soll.

## Änderungen
Das Gesetz wurde zuletzt durch Artikel 39 des Gesetzes zum Abbau verzichtbarer Anordnungen der Schriftform im Verwaltungsrecht des Bundes vom 29. März 2017 geändert. Demnach ist die Mitteilung des Berechtigten über seine Anlage an die Dienststelle bzw. bestimmte Stelle nunmehr schriftlich als auch elektronisch möglich.